# Kelvin-Varley-deler
De Kelvin-Varley-deler, vernoemd naar diens uitvinders William Thomson, 1e Baron van Kelvin en Cromwell Fleetwood Varley, is een elektronische schakeling die gebruikt wordt als een instelbare, nauwkeurige spanningsdeler. Ofwel, het leveren van een uitgangsspanning als een nauwkeurige verhouding van de ingangsspanning.
Deze schakeling wordt toegepast bij nauwkeurige spanningsmetingen in calibratie- en metrologielaboratoria. Er kan een nauwkeurigheid bereikt worden van 0,1 ppm (1 op 10 miljoen).

## Schakeling

Kelvin-Varley-deler ingesteld op 0,2073

De conventionele spanningsdeler (Kelvin-deler) gebruikt een getrapte reeks van in serie geschakelde weerstanden. Het nadeel van deze constructie is dat er 1000 precisieweerstanden benodigd zijn om een resolutie van 1 op 1000 te verkrijgen.
Om deze beperking te overwinnen maakt de Kelvin-Varley-deler gebruik van een iteratieve regeling met cascadestappen bestaande uit elf precisieweerstanden per decade. Elk stap van de Kelvin-Varley-deler bestaat uit een getrapte reeks van gelijke weerstanden. De verhouding tussen de weerstanden van elke stap is 1/5. De eerste stap gebruikt elf weerstanden van 10kΩ, de tweede stap 2kΩ, de derde stap 400Ω, de vierde stap 80Ω en de vijfde stap 16Ω. De laatste stap is altijd een Kelvin-deler met tien precisieweerstanden in serie.

## Toepassing
De volledige nauwkeurigheid van deze schakeling kan alleen gerealiseerd worden zonder uitgangsbelasting, omdat de effectieve bronweerstand op de uitgang niet mag variëren. Kelvin-Varley-spanningsdelers worden daarom meestal toegepast in combinatie met een nuldetector om de uitgangsspanning te vergelijken tegen een bekende standaard bronspanning (bijvoorbeeld een Weston-normaalelement) die gebruikt moet worden zonder stroom ervan te onttrekken.